# سيدني توبياس
سيدني توبياس (بالإنجليزية: Sidney Tobias)‏ هو لاعب اتحاد الرغبي جنوب أفريقي، ولد في 20 مارس 1989 في Caledon, South Africa ‏ في جنوب أفريقيا.